# 西潼高速公路
西安至潼关高速公路，简称：西潼高速，是陕西省“2367”高速公路网七条东西横向线中的重要组成部分，也是国家高速公路“7918”网连霍高速公路（G30）的重要一段。
西潼高速公路全长141.6公里（含兵马俑专线），西起西安市东郊十里铺，途径临潼区、渭南市华州区、华阴市、潼关县，东连河南省三门峡市，北经风陵渡黄河大桥接山西省运城市。全线共有互通式立交12个，各类桥梁405座，涵洞425座，路基宽26米；沿线设有收费站14个、服务区3个，配备有完善的交通、通讯及收费系统等设施。

## 扩建
西安至潼关高速公路改扩建工程于2008年10月全面开工，据了解，由4车道“扩容”至8车道的西潼高速公路，完成改扩建工程后彻底改变了以前车辆拥堵的状况。
由陕西省高速集团负责建设的潼关至西安高速公路改扩建工程方案，已通过陕西省交通运输厅的评审。西潼高速公路改扩建项目路线起于陕豫交界，自东向西途经潼关、华阴、华县、渭南、临潼，止于西安绕城高速公路方家村枢纽立交，公路全长130.09公里。其中潼关至华阴段采用设计速度100公里/小时的双向八车道高速公路标准，整体式路基宽度为41米；华阴至西安段采用设计速度120公里/小时的双向8车道高速公路标准，整体式路基宽度为42米。路线概算总投资68.902亿元人民币，平均每公里工程造价5296万元。改扩建工程施工工期3年。

## 路段
- 西安—临潼：1990年12月建成通车，设计时速120公里/小时
- 临潼—渭南：1996年12月建成通车，设计时速120公里/小时
- 渭南—潼关：1999年10月建成通车，设计时速120公里/小时

## 运营管理
1996年9月28日，西潼高速公路西安至临潼段20年经营权转让给香港越秀（企业）发展集团陕西金秀交通有限公司负责管理；其余路段由陕西省高速公路建设集团公司西渭分公司负责运营管理。